# Lijst van voetbalinterlands Angola - Zuid-Afrika
Deze lijst van voetbalinterlands is een overzicht van alle officiële voetbalwedstrijden tussen de nationale teams van Angola en Zuid-Afrika. De Zuidelijk Afrikaanse landen speelden tot op heden achttien keer tegen elkaar. De eerste ontmoeting was een groepswedstrijd tijdens de Afrika Cup 1996 op 20 januari 1996 in Johannesburg. Het laatste duel, de finale van de COSAFA Cup 2025, werd gespeeld in Bloemfontein op 15 juni 2025.

## Wedstrijden
| №  | Plaats         | Datum            | Competitie                                        | Wedstrijd            | Uitslag |
| -- | -------------- | ---------------- | ------------------------------------------------- | -------------------- | ------- |
| 1  | Johannesburg   | 20 januari 1996  | Afrika Cup 1996                                   | Angola − Zuid-Afrika | 0 − 1   |
| 2  | Bobo-Dioulasso | 8 februari 1998  | Afrika Cup 1998                                   | Zuid-Afrika − Angola | 0 − 0   |
| 3  | Johannesburg   | 3 oktober 1998   | Afrika Cup 2000 kwalificatie                      | Zuid-Afrika − Angola | 1 − 0   |
| 4  | Luanda         | 20 juni 1989     | Afrika Cup 2000 kwalificatie                      | Angola − Zuid-Afrika | 2 − 2   |
| 5  | Mafikeng       | 15 januari 2002  | Vriendschappelijk                                 | Zuid-Afrika − Angola | 1 − 0   |
| 6  | Tamale         | 23 januari 2008  | Afrika Cup 2008                                   | Zuid-Afrika − Angola | 1 − 1   |
| 7  | Durban         | 23 januari 2013  | Afrika Cup 2013                                   | Zuid-Afrika − Angola | 2 − 0   |
| 8  | Kaapstad       | 16 juni 2015     | Vriendschappelijk                                 | Zuid-Afrika − Angola | 2 − 1   |
| 9  | Johannesburg   | 17 oktober 2015  | African Championship of Nations 2016 kwalificatie | Zuid-Afrika − Angola | 0 − 2   |
| 10 | Luanda         | 24 oktober 2015  | African Championship of Nations 2016 kwalificatie | Angola − Zuid-Afrika | 1 − 2   |
| 11 | Benguela       | 13 november 2015 | WK 2018 kwalificatie                              | Angola − Zuid-Afrika | 1 − 3   |
| 12 | Durban         | 17 november 2015 | WK 2018 kwalificatie                              | Zuid-Afrika − Angola | 1 − 0   |
| 13 | Oos-Londen     | 28 maart 2017    | Vriendschappelijk                                 | Zuid-Afrika − Angola | 0 − 0   |
| 14 | Ndola          | 21 maart 2018    | Vriendschappelijk                                 | Zuid-Afrika − Angola | 1 − 1   |
| 15 | Luanda         | 28 augustus 2022 | African Championship of Nations 2022 kwalificatie | Angola − Zuid-Afrika | 2 − 0   |
| 16 | Johannesburg   | 4 september 2022 | African Championship of Nations 2022 kwalificatie | Zuid-Afrika − Angola | 1 − 4   |
| 17 | Mbombela       | 20 november 2022 | Vriendschappelijk                                 | Zuid-Afrika − Angola | 1 − 1   |
| 18 | Bloemfontein   | 15 juni 2025     | COSAFA Cup 2025                                   | Zuid-Afrika − Angola | 0 − 3   |

## Samenvatting
| Competitie                                   | Totaal gespeeld | Winst Angola | Gelijk | Winst Zuid-Afrika | Doelsaldo Angola – Zuid-Afrika |
| -------------------------------------------- | --------------- | ------------ | ------ | ----------------- | ------------------------------ |
| WK-kwalificatie                              | 2               | 0            | 0      | 2                 | 1 − 4                          |
| Afrika Cup                                   | 4               | 0            | 2      | 2                 | 1 − 4                          |
| Afrika Cup-kwalificatie                      | 2               | 0            | 1      | 1                 | 2 − 3                          |
| African Championship of Nations-kwalificatie | 4               | 3            | 0      | 1                 | 9 − 3                          |
| COSAFA Cup                                   | 1               | 1            | 0      | 0                 | 3 − 0                          |
| Vriendschappelijk                            | 5               | 0            | 3      | 2                 | 3 − 5                          |
| Totaal                                       | 18              | 4            | 6      | 8                 | 19 − 19                        |

Wedstrijden bepaald door strafschoppen worden, in lijn met de FIFA, als een gelijkspel gerekend.

## Details

### Tweede ontmoeting
| Afrika Cup 1998 (Bobo-Dioulasso, Burkina Faso, 8 februari 1998): |       |        |
| Zuid-Afrika                                                      | 0 – 0 | Angola |
|                                                                  | goals |        |

### Dertiende ontmoeting
| Vriendschappelijk (Oos-Londen, Zuid-Afrika, 28 maart 2017): |       |        |
| Zuid-Afrika                                                 | 0 – 0 | Angola |
|                                                             | goals |        |